# Хесус Аресо
Хесу́с Аре́со Бла́нко (ісп. Jesús Areso Blanco; нар. 2 липня 1999, Касканте) — іспанський футболіст, захисник клубу «Атлетік» (Більбао).

## Клубна кар'єра

### «Атлетік» (Більбао)
Почав займатись футболом у клубі «Алувіон» зі свого рідного міста Касканте, а 2014 року приєднався до структури «Осасуни». 7 липня 2021 року перебрався у клуб «Атлетік» (Більбао). Почав виступати у резервній команді, за яку дебютував 2 вересня 2017 року, замінивши Перу Ноласкоайна у матчі Сегунди Б проти клубу «Реал Уніон». Всього у своєму дебютному сезоні 2018–19 провів 26 матчів у третій лізі Іспанії. Наступні два сезони регулярно виступав за «Більбао Атлетік».

### «Осасуна»
26 травня 2021 року перейшов в «Осасуну», уклавши з клубом п'ятирічний контракт. 26 вересня 2021 року дебютував за «Осасуну», вийшовши у стартовому складі в матчі Ла-Ліги проти «Мальорки». У грудні 2021 року отримав травму, перелом малогомілкової кістки, через яку пропустив частину сезону 2021–22, повернувшись на поле 22 травня в матчі останного туру чемпіонату проти «Мальорки».
23 серпня 2022 року на правах оренди віправився у клуб «Бургос» із Сегунди до кінця сезону. Дебютував за «Бургос» 27 серпня, вийшовши на заміну у матчі чемпіонату проти «Спортінга» (Хіхон). У підсумку провів 39 матчів за клуб у сезоні 2022–23.
Влітку 2023 року повернувся з оренди, а 24 серпня 2023 року дебютував в єврокубках у поєдинку першого кваліфікаційного раунду Ліги конференцій УЄФА проти «Брюгге», замінивши Рубена Пенью. 3 вересня у матчі проти «Барселони» віддав першу результативну передачу в Ла-Лізі. 21 січня 2024 року забив перший гол у своїй професіональній кар'єрі у поєдинку чемпіонату проти «Хетафе», принісши перемогу своїй команді (3–2). Також цей м'яч, забитий ударом з 30-ти метрів, був визнаний голом місяця в Ла-Лізі за підсумками січня 2024 року. Окрім цього, цей гол визнали найкращим голом сезону 2023–24 в Ла-Лізі.

### «Атлетік» (Більбао)
22 липня 2025 року перейшов в «Атлетік» (Більбао), підписавши шестирічний контракт. Сума трансферу становила 12 млн євро, що стало четвертим найдорожчим придбанням в історії клубу.

## Кар'єра в збірній
Виступав за збірні Іспанії до 18 і до 19 років. У травні 2019 року дебютував за збірну Країни Басків у товариському матчі проти збірної Панами.

## Статистика виступів
Станом на 24 травня 2025 
| Клуб              | Сезон             | Чемпіонат          | Чемпіонат | Чемпіонат | Кубок | Кубок | Єврокубки | Єврокубки | Інші  | Інші | Всього | Всього |
| Клуб              | Сезон             | Дивізіон           | Матчі     | Голи      | Матчі | Голи  | Матчі     | Голи      | Матчі | Голи | Матчі  | Голи   |
| ----------------- | ----------------- | ------------------ | --------- | --------- | ----- | ----- | --------- | --------- | ----- | ---- | ------ | ------ |
| Більбао Атлетік   | 2017–18           | Сегунда Дивізіон Б | 26        | 0         | 0     | 0     | —         | —         | 1     | 0    | 27     | 0      |
| Більбао Атлетік   | 2018–19           | Сегунда Дивізіон Б | 25        | 0         | 0     | 0     | —         | —         | 0     | 0    | 25     | 0      |
| Більбао Атлетік   | 2019–20           | Сегунда Дивізіон Б | 26        | 0         | 0     | 0     | —         | —         | 1     | 0    | 27     | 0      |
| Більбао Атлетік   | Всього            | Всього             | 77        | 0         | 0     | 0     | 0         | 0         | 2     | 0    | 79     | 0      |
| Осасуна           | 2021–22           | Ла-Ліга            | 3         | 0         | 1     | 0     | —         | —         | 0     | 0    | 4      | 0      |
| Осасуна           | 2023–24           | Ла-Ліга            | 37        | 1         | 2     | 0     | 2         | 0         | 1     | 0    | 42     | 1      |
| Осасуна           | 2024–25           | Ла-Ліга            | 36        | 0         | 4     | 0     | 0         | 0         | 0     | 0    | 40     | 0      |
| Осасуна           | Всього            | Всього             | 76        | 1         | 7     | 0     | 2         | 0         | 1     | 0    | 86     | 1      |
| → Бургос          | 2022–23           | Сегунда Дивізіон   | 37        | 0         | 2     | 0     | —         | —         | 0     | 0    | 39     | 0      |
| Атлетік (Більбао) | 2025–26           | Ла-Ліга            | 0         | 0         | 0     | 0     | 0         | 0         | 0     | 0    | 0      | 0      |
| Всього за кар'єру | Всього за кар'єру | Всього за кар'єру  | 190       | 1         | 9     | 0     | 2         | 0         | 3     | 0    | 204    | 1      |

1. ↑  Матч в плей-оф Сегунди Дивізіону Б
2. ↑  Матч в плей-оф Сегунди Дивізіону Б
3. ↑  Матчі в Лізі конференцій УЄФА
4. ↑  Матчі в Суперкубку Іспанії

## Досягнення
Особисті
- Гол місяця Ла-Ліги: січень 2024
- Гол сезону Ла-Ліги: 2023–24[26]